# Заказники Крыма
Список заказников, которые находятся на территории полуострова Крым. 
| № п.п. | Название заповедного объекта      | Площадь, га | Местонахождение                                                                        | Тип    | Предприятие, учреждение, организация, в ведении которого находится объект | Название органа, номер и дата решения о создании заповедного объекта                                |
| ------ | --------------------------------- | ----------- | -------------------------------------------------------------------------------------- | ------ | ------------------------------------------------------------------------- | --------------------------------------------------------------------------------------------------- |
| 1      | Арабатский                        | 600, 0      | Ленинский р-н, с. Каменское                                                            | бот.   | СХЗ "Семисотка"                                                           | Пост. СМ УССР от 28.10.74 г. № 500                                                                  |
| 2      | Астанинские плавни                | 50, 0       | Ленинский р-н, с. Астанино                                                             | орн.   | Ленинский райсовет                                                        | Пост. СМ УССР от 28.10.74 г. № 500                                                                  |
| 3      | Аю-Даг                            | 527, 0      | пгт. Партенит, Запрудненское л-во, кв. 32                                              | ландш. | Алуштинский ГЛХ                                                           | Пост. СМ УССР от 28.10.74 г. № 500                                                                  |
| 4      | Большой каньон Крыма              | 300, 0      | Бахчисарайский р-н, Соколиновское л-во. кв. 9, 16, 17, 23, 24, Сосновское л-во, кв. 37 | ландш. | Куйбышевский ГЛХ                                                          | Пост. СМ УССР от 28.10.74 г. № 500                                                                  |
| 5      | Урочище Караби-яйла               | 491, 0      | Новокленовское Л-во, кв. 74, 75, 84-86                                                 | бот.   | Белогорский ГЛХ                                                           | Пост. СМ УССР от 03.08.78 г. № 383                                                                  |
| 6      | Канака                            | 160, 0      | Судакский горсовет, Приветненское Л-во, кв. 38-40                                      | бот.   | Судакское ГЛОХ                                                            | Пост. СМ УССР от 07.01.87 г. № 2                                                                    |
| 7      | Каркинитский                      | 27646, 0    | Акватория Черного моря, Раздольненский и Красноперекопский р -оны                      | орн.   | Крымский природный заповедник                                             | Пост. СМ УССР от 11.01.78 г. № 43                                                                   |
| 8      | Качинский каньон                  | 100, 0      | Бахчисарайский р-н, Михайловское л-во, долина р. Качи, кв. 55-57, 61                   | геол.  | Бахчисарайский ГЛХ                                                        | Пост. СМ УССР от 28.10.74 г. № 500                                                                  |
| 9      | Кубалач                           | 526, 0      | Белогорский р-н, с. Мелихово, Пристепное л-во, кв. 25, 26, 28, 29, 32, 33              | бот.   | Белогорский ГЛХ                                                           | Пост. СМ УССР от 03.08.78 г. № 383                                                                  |
| 10     | Горный карст Крыма                | 4316, 0     | Белогорский р-н, Новокленовское и Приветненское л-ва                                   | геол.  | Белогорский ГЛХ, Алуштинский ГЛХ, Судакское ГЛОХ                          | Пост. СМ УССР от 13.02.89 г. № 53                                                                   |
| 11     | Хапхальский                       | 250, 0      | г. Алушта, Солнечногорское л-во, кв. 9-11                                              | гидр.  | Алуштинский ГЛХ                                                           | Пост. СМ УССР от 28.10.74 г. № 500                                                                  |
| 12     | Плачущая скала                    | 21, 7       | Симферопольский р-н, с. Пожарское                                                      | ландш. | КХЗ "Янтарный"                                                            | Пост. СМ УССР от 13.02.89 г. № 53                                                                   |
| 13     | Новый Свет                        | 470, 0      | Судакский горсовет, Судакское л-во, кв. 42-46, 67                                      | бот.   | Судакское ГЛОХ                                                            | Пост. СМ УССР от 28.10.74 г. № 500                                                                  |
| 14     | Пожарский                         | 20, 0       |                                                                                        | бот.   | Бахчисарайский ГЛХ                                                        | Решением исполнительного комитета Крымского областного Совета народных депутатов от 11.11.1979 №617 |
| 15     | Джангульское оползневое побережье | 101, 8      |                                                                                        | ландш. |                                                                           | Расп. СМ Республики Крым от 05.02.15 г. № 69-р                                                      |
| 16     | Сасыкский                         | 5000, 0     |                                                                                        | ландш. |                                                                           | Пост. ВР РК от 21.12.11 г. № 643-6/11                                                               |
| Итого: |                                   | 35457, 7    |                                                                                        |        |                                                                           | [ 1 ]                                                                                               |